# Skibidi Toilet

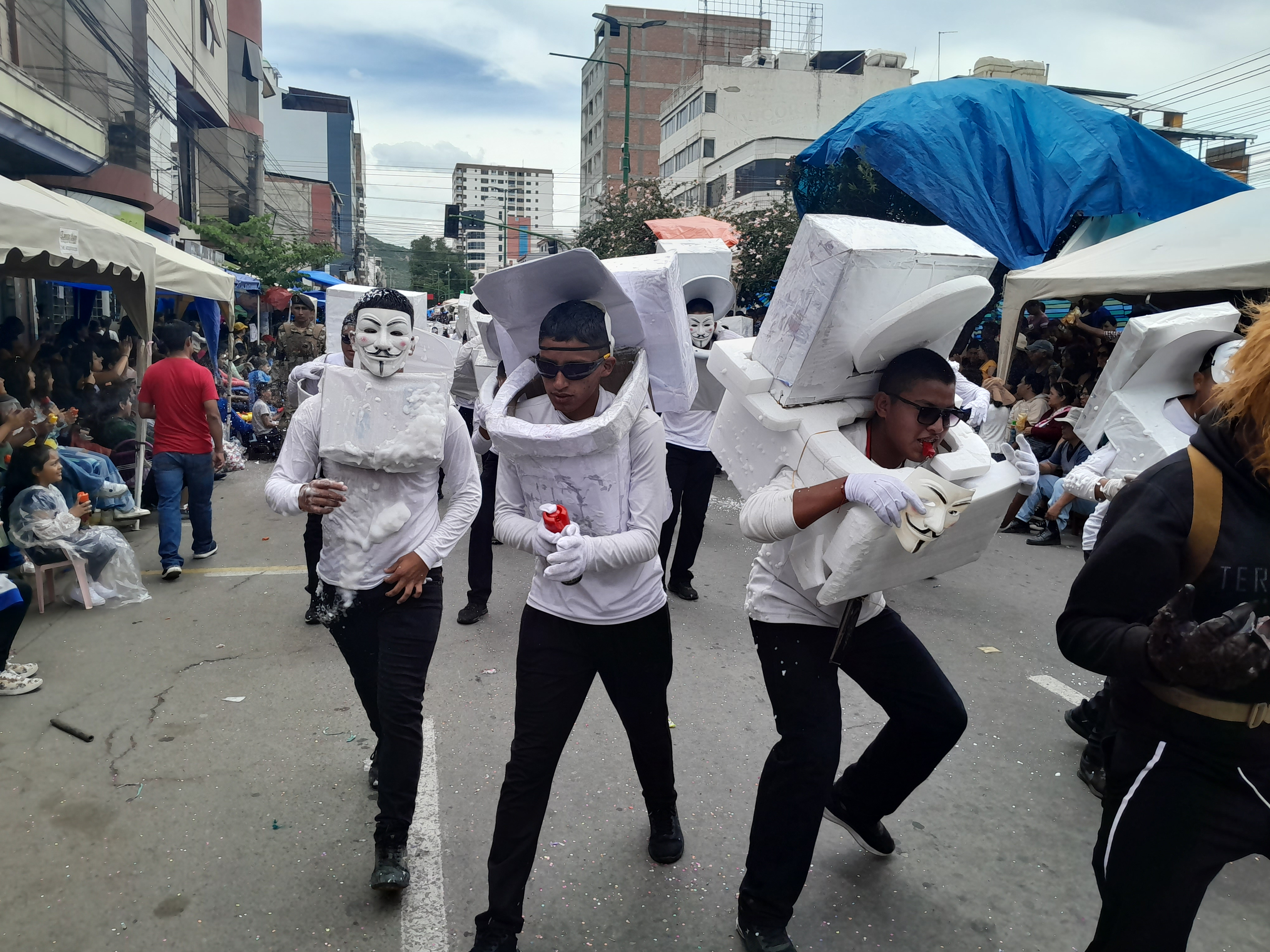
Cosplayeři v kostýmech Skibidi Toilet v Bolívii

Skibidi Toilet je internetový mem v podobě série krátkých virálních videí, která v letech 2023–2024 vytvořil a na svém youtubovém kanálu DaFuq!?Boom! zveřejnil gruzínský animátor Alexej Gerasimov (* 1998). Obsahem bizarních videí vytvořených v herním 3D enginu jsou dystopické scény znázorňující válku mezi toaletami s lidskými hlavami a lidmi s kamerami nebo televizemi namísto hlavy.
Akční, nicméně někdy poněkud kostrbaté animace, občas doplněné podobně jednoduchým hudebním podkresem, našly své přirozené obecenstvo zejména mezi mládeží z generace alfa, tj. narozené cca po roce 2012. Podle mnohých komentátorů [zdroj?] narazí generace alfa na tato videa při svých prvních setkáních s internetovou kulturou. Fenomén se dále rozšířil na síti TikTok; videa inspirovala také fanouškovské umění, další memy i stavebnice. Mem je přirovnáván ke staršímu Slendermanovi, který ovlivnil generaci Z.
Slovo skibidi se dostalo i do slovníku generace alfa, jako hodnotící slovo s nejasným významem.

## Kritika
Indonéské noviny a několik amerických rodičovských webových stránek uvedlo, že násilí a bizarní vizuální stránka Skibidi Toilet mohou mít na malé děti negativní dopad, který nazvaly „syndromem Skibidi Toilet“. Britský deník The Guardian taková tvrzení odmítl a označil je za „morální paniku“. List The Daily Telegraph nicméně vyzval regulační orgány, aby nařídily věkové omezení online videí, s odkazem na vnímané násilí ve Skibidi Toilet. Objevila se také virální videa, na nichž děti sedí uvnitř různých skříněk a napodobují toalety.